# François Verdeil (1826-1865)
François Verdeil est un médecin, chimiste et professeur suisse, né à Lausanne en 1826 et mort à Goes, Zélande, Pays-Bas, le 30 octobre 1865.
Formé par le chimiste Justus von Liebig à l'université de Giessen, il est le co-auteur avec Charles Robin d'un Traité de chimie anatomique et physiologique… en 1853, qui se situe à mi-chemin d'un long processus qui mène de la chimie organique à la biochimie.

## Biographie
François Verdeil, né à Lausanne en 1826, est le second fils d'Auguste Verdeil (1793-1856), médecin, député et historien suisse, originaire d'Avignon, et de Louise Bouniols, originaire de Lyon. Il est le petit-fils du docteur François Verdeil (1747-1832), médecin et physiologiste suisse, dont il porte les mêmes nom et prénom.
Le 17 novembre 1846, il est élu membre effectif de la Société vaudoise des sciences naturelles. L'année suivante, il publie un mémoire concernant les engrais qui conviennent à la vigne.
En 1850, après avoir été formé à l'université de Gießen par le chimiste Justus von Liebig, il fonde avec Charles Dollfus et Charles Adolphe Wurtz un laboratoire à Paris, rue Garancière, afin d'y poursuivre des recherches particulières et de recevoir quelques élèves. Tandis que Dollfus apporte les capitaux, Verdeil fait montre d'une intelligence vive qui n'est pas assez tempérée par la prudence. Quoique l’entreprise des trois chimistes réponde à un besoin évident, elle n'est pas pérenne car la maison dans laquelle ils s’étaient établis et où Charles Robin, professeur de l’École de médecine, avait aussi organisé un laboratoire d’histologie, est vendue, en 1852, à l’imprimeur Plon. Les savants sont dès lors obligés de vider les lieux, et de vendre le matériel qu’ils avaient installé à grands frais deux ans auparavant.
Le 23 janvier 1852, François Verdeil est nommé, par arrêté du ministre de l'agriculture Noël Lefebvre-Duruflé, chef des travaux chimiques à l'Institut national agronomique de France. En 1853, en collaboration avec le dessinateur Peter Lackerbauer, et Charles Robin, médecin et botaniste, il signe sous le nom F. Verdeil les trois tomes du Traité de chimie anatomique et physiologique, normale et pathologique, ou Des principes immédiats normaux et morbides qui constituent le corps de l'homme et des mammifères.
En 1855, il est nommé membre du jury international pour l'appréciation des produits de l'industrie suisse, à l'Exposition universelle qui a lieu à Paris. Cette fonction lui vaut de devenir chevalier de la Légion d'honneur. Il est également membre correspondant de l'Institut national genevois, dans la section des sciences naturelles et mathématiques. En 1861, tout en publiant régulièrement des articles dans la Revue des Deux Mondes, paraît son ouvrage De l'industrie moderne.
En 1865, alors qu'il est aux Pays-Bas, en Zélande, son bras se retrouve pris dans un engrenage. Les suites de cette mutilation provoquent sa mort le 30 octobre à Goes.

## Traité de chimie anatomique et physiologique...
François Verdeil est connu pour être le co-auteur, avec Charles Robin, d'un monumental Traité de chimie anatomique… (1853). Ce traité se situe à mi-chemin d'un processus lent et complexe, qui s'étale sur tout le XIXe siècle, et qui voit l'émergence progressive de ce qui sera la biochimie à partir de la chimie organique. Si le terme de biochimie apparait très tôt, dès avant les années 1830, la discipline biochimie dans son sens moderne ne se constitue qu'au début du XXe siècle.
Au début du XIXe siècle, l'avènement de la chimie organique s'effectue en deux disciplines bien distinctes la chimie végétale et la chime animale. Se pose alors la question de savoir si une chimie des produits végétaux et animaux peut aboutir à une chimie de l'activité vitale elle-même. Cette chimie du vivant se heurte à des obstacles philosophiques comme le vitalisme sous différentes formes, ou le positivisme d'Auguste Comte (1798-1857) qui paradoxalement le rejoint.
En tant que médecins adeptes du positivisme, Robin et Verdeil sont partisans d'une réunification de la chimie végétale et animale, mais cette chimie unitaire est radicalement séparée de la physiologie. Il n'existe pas de « biochimie », mais une interface où la chimie des produits vitaux (substances « mortes ») est subordonnée à une « chimie anatomique » (étude des plus petits éléments de la substance vivante organisée). Dès lors ces auteurs utilisent les méthodes et moyens des chimistes, tout en refusant les théories et hypothèses chimiques, jugées réductrices, au profit d'un ordre « vital » de propriétés.
Cette chimie anatomique et physiologique étudie non seulement les composés définis et cristallisables de la matière vivante, mais aussi des substances  moins stables, moins définies, coagulables mais non cristallisables (substances protéiques). Selon Robin et Verdeil, ces derniers corps relèvent plus de l'anatomie et de la physiologie que de la chimie stricte. Les protéines ne sont pas des entités chimiques bien définies, elles appartiennent à un ordre analogue à celui des fibres musculaires ou nerveuses.
Cette nouvelle chimie est une chimie lente, une science de la complexité, de la variabilité et de l'indéfini en perpétuelles métamorphoses. Elle s'oppose à une chimie d'activité immédiate par combinaisons et substitutions, faites de formules  dont « la précision masque l'erreur » puisqu'on ne peut reconstituer un métabolisme à partir d'une formule. Robin et Verdeil donnent l'exemple de l'urée : produit d'oxydation de l'acide urique pour la chimie classique, mais aussi produit final du métabolisme d'acides aminés azotés pour la chimie physiologique.
La découverte en 1852 de « l'hémocristalline » (future hémoglobine) par cristaux obtenus à partir de contenu protéique des globules rouges, est contestée par Robin et Verdeil qui pensent que les protéines ne peuvent cristalliser. Dès lors cette hémocristalline n'est que du phosphate de sodium existant dans le sérum et qui cristallise en entraînant des protéines et le pigment des globules.
Le dépassement des conceptions de Robin et Verdeil s'effectue par au moins deux avancées notables : l'une rapide, l'apparition de la spectroscopie en chimie dans les années 1860 qui ouvre la voie à l'étude de ce qui sera appelé « macromolécule », l'autre plus lente (1820-1918) qui est le temps des découvertes successives des acides aminés retrouvés dans les molécules du vivant (vers 1850, on n'en connaissait que trois : leucine, glycine et tyrosine).

## Publications
- Sur les engrais qui conviennent à la vigne, Lausanne (1847) ;
- Traité de chimie anatomique et physiologique, normale et pathologique ou des Principes immédiats normaux, et morbides qui constituent le corps de l'homme et des mammifères, en collaboration avec Charles Philippe Robin (3 volumes, 1852-1853) ;
- Recherches sur la composition des matières solubles extraites par l'eau des terres (1853) ;
- François Verdeil, Rapport présenté au conseil fédéral helvétique sur les parties de l'Exposition universelle qui intéressent l'industrie suisse, Paris, Imprimerie L.Martinet, 1858, 46 p..
- De la Nutrition des plantes, avec des remarques concernant la nutrition chez les animaux, Paris (1859) ;
- François Verdeil, De l'Industrie moderne, Paris, Victor Masson & fils, 1861, 576 p. (lire en ligne).

## Honneur
- : Chevalier de la Légion d'honneur (1855).